# Боб Бурн
Боб Бурн (англ. Bob Bourne, нар. 21 червня 1954, Нетерфілл, Саскачеван) — колишній канадський хокеїст, що грав на позиції лівого нападника.
Володар Кубка Стенлі. Провів понад тисячу матчів у Національній хокейній лізі.

## Ігрова кар'єра
Хокейну кар'єру розпочав 1971 року.
1974 року був обраний на драфті НХЛ під 38-м загальним номером командою «Канзас-Сіті Скаутс». 
Протягом професійної клубної ігрової кар'єри, що тривала 15 років, захищав кольори команд «Нью-Йорк Айлендерс» та «Лос-Анджелес Кінгс».
Загалом провів 1103 матчі в НХЛ, включаючи 139 ігор плей-оф Кубка Стенлі.

## Тренерська робота
Тренував різноматні клуби ІХЛ.

## Нагороди та досягнення
- Володар Кубка Стенлі в складі «Нью-Йорк Айлендерс» — 1980, 1981, 1982, 1983.
- Учасник матчу усіх зірок НХЛ — 1981.
- Володар Кубка Канади — 1984.
- Приз Білла Мастерсона — 1988.

## Статистика
| Сезон        | Клуб                 | Ліга         | Регулярна першість | Регулярна першість | Регулярна першість | Регулярна першість | Регулярна першість | Плей-оф | Плей-оф | Плей-оф | Плей-оф | Плей-оф |
| Сезон        | Клуб                 | Ліга         | І                  | Г                  | П                  | О                  | ШХ                 | І       | Г       | П       | О       | ШХ      |
| ------------ | -------------------- | ------------ | ------------------ | ------------------ | ------------------ | ------------------ | ------------------ | ------- | ------- | ------- | ------- | ------- |
| 1971–72      | «Саскатун Блейдс»    | ЗКХЛ         | 63                 | 28                 | 32                 | 60                 | 36                 | —       | —       | —       | —       | —       |
| 1972–73      | «Саскатун Блейдс»    | ЗКХЛ         | 66                 | 40                 | 53                 | 93                 | 74                 | —       | —       | —       | —       | —       |
| 1973–74      | «Саскатун Блейдс»    | ЗКХЛ         | 63                 | 29                 | 42                 | 71                 | 41                 | —       | —       | —       | —       | —       |
| 1974–75      | «Нью-Йорк Айлендерс» | НХЛ          | 77                 | 16                 | 23                 | 39                 | 12                 | 9       | 1       | 2       | 3       | 4       |
| 1975–76      | «Форт-Ворт Тексанс»  | ЦПХЛ         | 62                 | 29                 | 44                 | 73                 | 80                 | —       | —       | —       | —       | —       |
| 1975–76      | «Нью-Йорк Айлендерс» | НХЛ          | 14                 | 2                  | 3                  | 5                  | 13                 | —       | —       | —       | —       | —       |
| 1976–77      | «Нью-Йорк Айлендерс» | НХЛ          | 75                 | 16                 | 19                 | 35                 | 30                 | 8       | 2       | 0       | 2       | 4       |
| 1977–78      | «Нью-Йорк Айлендерс» | НХЛ          | 80                 | 30                 | 33                 | 63                 | 31                 | 7       | 2       | 3       | 5       | 2       |
| 1978–79      | «Нью-Йорк Айлендерс» | НХЛ          | 80                 | 30                 | 31                 | 61                 | 48                 | 10      | 1       | 3       | 4       | 6       |
| 1979–80      | «Нью-Йорк Айлендерс» | НХЛ          | 73                 | 15                 | 25                 | 40                 | 52                 | 21      | 10      | 10      | 20      | 10      |
| 1980–81      | «Нью-Йорк Айлендерс» | НХЛ          | 78                 | 35                 | 41                 | 76                 | 62                 | 14      | 4       | 6       | 10      | 19      |
| 1981–82      | «Нью-Йорк Айлендерс» | НХЛ          | 76                 | 27                 | 26                 | 53                 | 77                 | 19      | 9       | 7       | 16      | 36      |
| 1982–83      | «Нью-Йорк Айлендерс» | НХЛ          | 77                 | 20                 | 42                 | 62                 | 55                 | 20      | 8       | 20      | 28      | 14      |
| 1983–84      | «Нью-Йорк Айлендерс» | НХЛ          | 78                 | 22                 | 34                 | 56                 | 75                 | 8       | 1       | 1       | 2       | 7       |
| 1984–85      | «Нью-Йорк Айлендерс» | НХЛ          | 44                 | 8                  | 12                 | 20                 | 51                 | 10      | 0       | 2       | 2       | 6       |
| 1985–86      | «Нью-Йорк Айлендерс» | НХЛ          | 62                 | 17                 | 15                 | 32                 | 36                 | 3       | 0       | 0       | 0       | 0       |
| 1986–87      | «Лос-Анджелес Кінгс» | НХЛ          | 78                 | 13                 | 9                  | 22                 | 35                 | 5       | 2       | 1       | 3       | 0       |
| 1987–88      | «Лос-Анджелес Кінгс» | НХЛ          | 72                 | 7                  | 11                 | 18                 | 28                 | 5       | 0       | 1       | 1       | 0       |
| Усього в НХЛ | Усього в НХЛ         | Усього в НХЛ | 964                | 258                | 324                | 582                | 605                | 139     | 40      | 56      | 96      | 108     |